# Anna Volkova
Pour les articles homonymes, voir Volkova.
Anna Fiodorovna Volkova (en russe : Анна Фёдоровна Волкова) née en 1800 et morte en 1876, est une chimiste russe, première femme diplômée de Chimie, membre de la Société russe de chimie et connue pour ses travaux sur le p-Cresol (et son usage plastifiant) ainsi que sur l'acide ortho-toluène sulfonique pur (utilisé dans la fabrication de saccharine).

## Biographie
A la fin des années 1860, elle étudie à l'université de Saint-Pétersbourg où elle collabore avec le chimiste et agronome Aleksandr Engelhardt sur la structure et les propriétés des acides arylsulfoniques et de leurs dérivés.
A partir de 1870, elle rejoint l'Institut Technologique de Saint-Pétersbourg et poursuit ses études dans ce domaine sous les encouragements et la direction de Dmitri Mendeleïev.
Elle publiera deux articles sur les acides toluènesulfonique et leurs amides, dans le Zeitschrift für Chemie. À la suite de ces publications, elle est invitée à rejoindre la Société Chimique Russe nouvellement fondée en tant que première femme membre.
Certains composés chimiques de synthèse qu'on lui doit ont été présentés par la Russie à l'Exposition industrielle internationale de Londres de 1876.
Malgré une carrière très courte, terminée par une maladie liée à la pauvreté et une mort prématurée en 1876, Volkova a réalisé une quantité remarquable de travaux de synthèse sur les amides aromatiques, en particulier les amides d'acides sulfonique.

## Réalisations
- Obtention de l'acide ortho-toluène sulfonique pur, de son chlorure d'acyle et de son amide (1870) qui est devenu un intermédiaire clé dans la fabrication de la saccharine.

- En faisant réagir les acides toluène sulfonique avec une base, Volkova obtient les cresols correspondants, facilitant ainsi la découverte des acides sulfonique. Volkova est la première à synthétiser le para-tricresyl phosphate à partir du para-cresol, utilisé aujourd'hui comme plastifiant[3].

- En substituant l'atome d'hydrogène du résidu d'ammoniac dans les amides des acides sulfonique par un résidu acide (par exemple, le résidu de l'acide benzoïque) Volokova produit des dérivés d'amides qui possèdent les propriétés réactives des acides, ainsi que l'obtention de chlorure d'acyle et des amides correspondants[2].

## Hommage
Le cratère vénusien Volkova a été nommé en son honneur